# Dolinka Czerwieniec

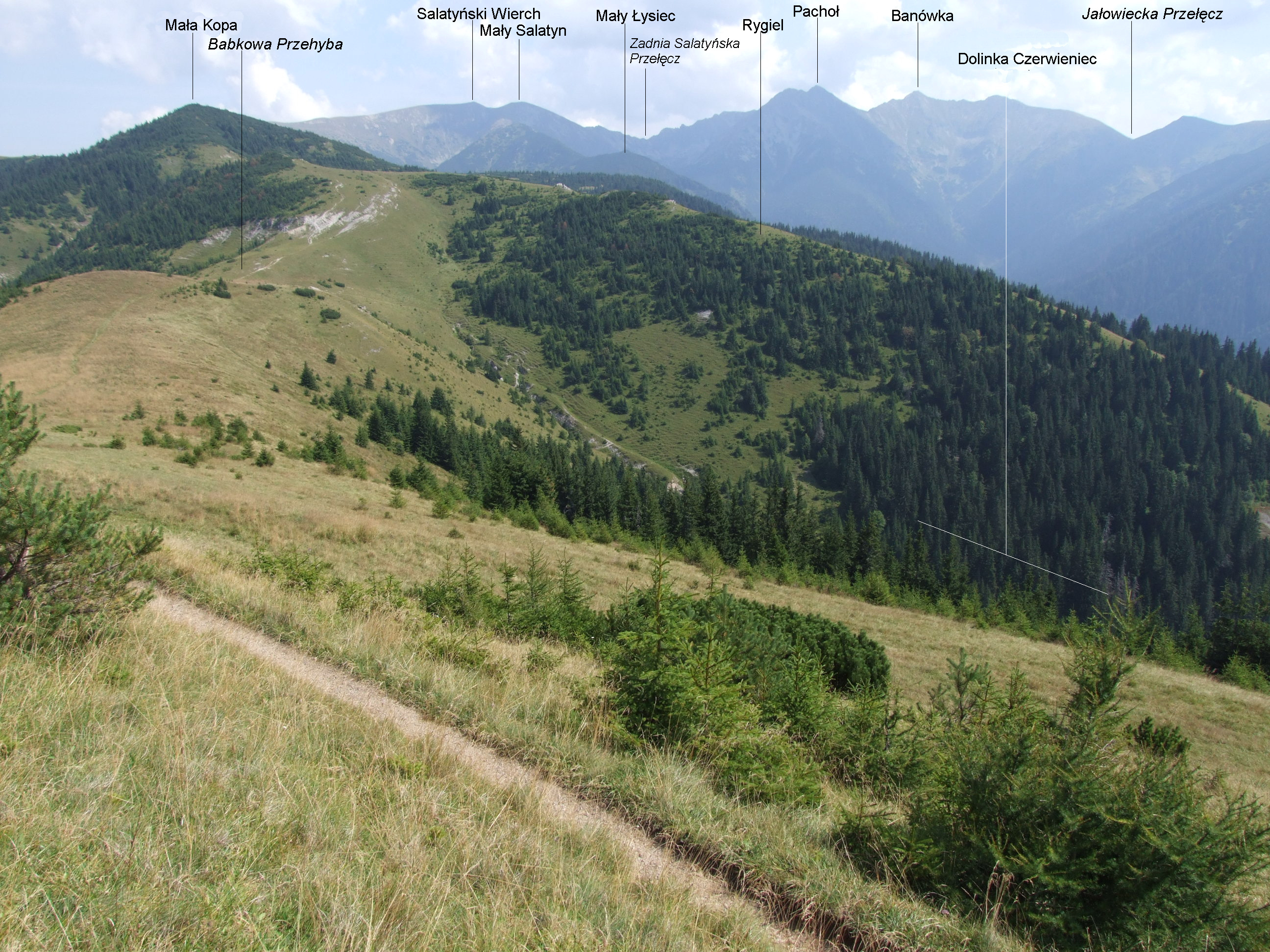
Widok z Babek

Dolinka Czerwieniec (słow. dolinka Červenec) – niewielka dolinka na wschodnich stokach poniżej Babkowej Przehyby w słowackich Tatrach Zachodnich. Ciągnie się od Babkowej Przehyby po Sokolą Cieśniawę, niżej przechodząc w Sokoli Żleb. Orograficznie prawe obramowanie dolinki Czerwieniec tworzy odchodzący od Babek grzbiet Szczawne, lewe grzbiet Rygiel (Rígeľ) odchodzący od niewielkiej kopki w grani pomiędzy Babkową Przehybą a Małą Kopą. Górna część dolinki pod Babkową Przełęczą ma nazwę Krzyże (Kríže) i są w niej liczne perci wydeptane przez owce. Dolna część ma nazwę Machajczysko (Machajčisko) i stopniowo zarasta lasem. Dawniej dolinka była intensywnie wypasana, obecnie nadal jest tutaj kontynuowany wypas. Wypas ten jednak jest mniej intensywny i nie są usuwane pojawiające się wśród traw młode drzewa i kosodrzewina, co skutkuje stopniowym zarastaniem polan i hal.
Dnem dolinki spływa niewielki Sokoli Potok, dolną jej częścią biegnie niebieski szlak turystyczny. Na całym obszarze dolinki dozwolone jest uprawianie zimą narciarstwa pozatrasowego i skialpinizmu.

## Szlaki turystyczne
niebieski: Bobrowiecki Wapiennik – rozdroże pod Babkami – chata Czerwieniec – Przedwrocie 3:20 h, ↓ 2:35 h